# UFC Fight Night: Andrade vs. Zhang
UFC Fight Night: Andrade vs. Zhang（ユーエフシー・ファイトナイト：アンドラージ・バーサス・ジャン、別名UFC Fight Night 157、UFC on ESPN+ 15）は、アメリカ合衆国の総合格闘技団体「UFC」の大会の一つ。2019年8月31日、中国・広東省深圳市のユニバーシアード・スポーツ・センターで開催された。

## 大会概要
本大会のメインイベントでは、UFC世界女子ストロー級タイトルマッチとして王者ジェシカ・アンドラージと挑戦者ジャン・ウェイリーによる対戦が組まれた。

## 試合結果

### プレリミナリーカード
第1試合 女子バンタム級 5分3R
○  カロル・ロサ vs.  ララ・プロコピオ ×
3R終了 判定2-1（28–29、30–27、29-28）
第2試合 バンタム級 5分3R
○  アラテン・ヘイリ vs.  ダナー・バトゲレル ×
3R終了 判定3-0（29–27、29–27、29–27）
第3試合 ライト級 5分3R
○  ダミル・イスマグロフ vs.  ティアゴ・モイゼス ×
3R終了 判定3-0（30–26、30-27、30-27）
第4試合 ライトヘビー級 5分3R
○  チョン・ダウン vs.  カディス・イブラギモフ ×
3R 2:00 ニンジャチョーク
第5試合 バンタム級 5分3R
○  ス・ムダルジ vs.  アンドレ・スーカムタス ×
3R終了 判定3-0（30–26、30–26、30–25）
第6試合 ミドル級 5分3R
○  アンソニー・ヘルナンデス vs.  パク・ジョンヨン ×
2R 4:39 アナコンダチョーク

### メインカード
第7試合 58.5kg契約 5分3R
○  魅津希 vs.  ウー・ヤナン ×
3R終了 判定2-1（28–29、29-28、29-28）
※ヤナンの体重超過によりフライ級から変更。
第8試合 ウェルター級 5分3R
○  ソン・ケナン vs.  デリック・クランツ ×
3R終了 判定3-0（29-28、29-28、29-28）
第9試合 フライ級 5分3R
○  カイ・カラ＝フランス vs.  マーク・デ・ラ・ロサ ×
3R終了 判定3-0（30-27、30-27、29-28）
第10試合 ウェルター級 5分3R
○  リー・ジンリャン vs.  エリゼウ・ザレスキ・ドス・サントス ×
3R 4:51 TKO（右アッパー→右フック）
第11試合 UFC世界女子ストロー級タイトルマッチ 5分5R
○  ジャン・ウェイリー vs.  ジェシカ・アンドラージ ×
1R 0:42 TKO（スタンドの膝とパンチ連打）
※ウェイリーが王座獲得に成功。

### 各賞
ファイト・オブ・ザ・ナイト： アラテン・ヘイリ vs. ダナー・バトゲレル
パフォーマンス・オブ・ザ・ナイト： ジャン・ウェイリー、リー・ジンリャン
各選手にはボーナスとして5万ドルが授与された。

### カード変更
負傷などによるカードの変更は以下の通り。